# Fraternità sacerdotale di San Pietro

Lo stemma della Fraternità sacerdotale San Pietro

La Fraternità sacerdotale San Pietro (in latino Fraternitas sacerdotalis Sancti Petri) è una società clericale di vita apostolica di diritto pontificio: i membri della congregazione pospongono al loro nome la sigla F.S.S.P.
Fu fondata il 18 luglio 1988 da alcuni chierici come società clericale di vita apostolica ed eretta con decreto della Commissione Pontificia “Ecclesia Dei” il 18 ottobre 1988. Fortemente legata alla tradizione liturgica latina, ma in comunione con la Chiesa Cattolica, la FSSP celebra e difende la messa tridentina.

## Stato canonico

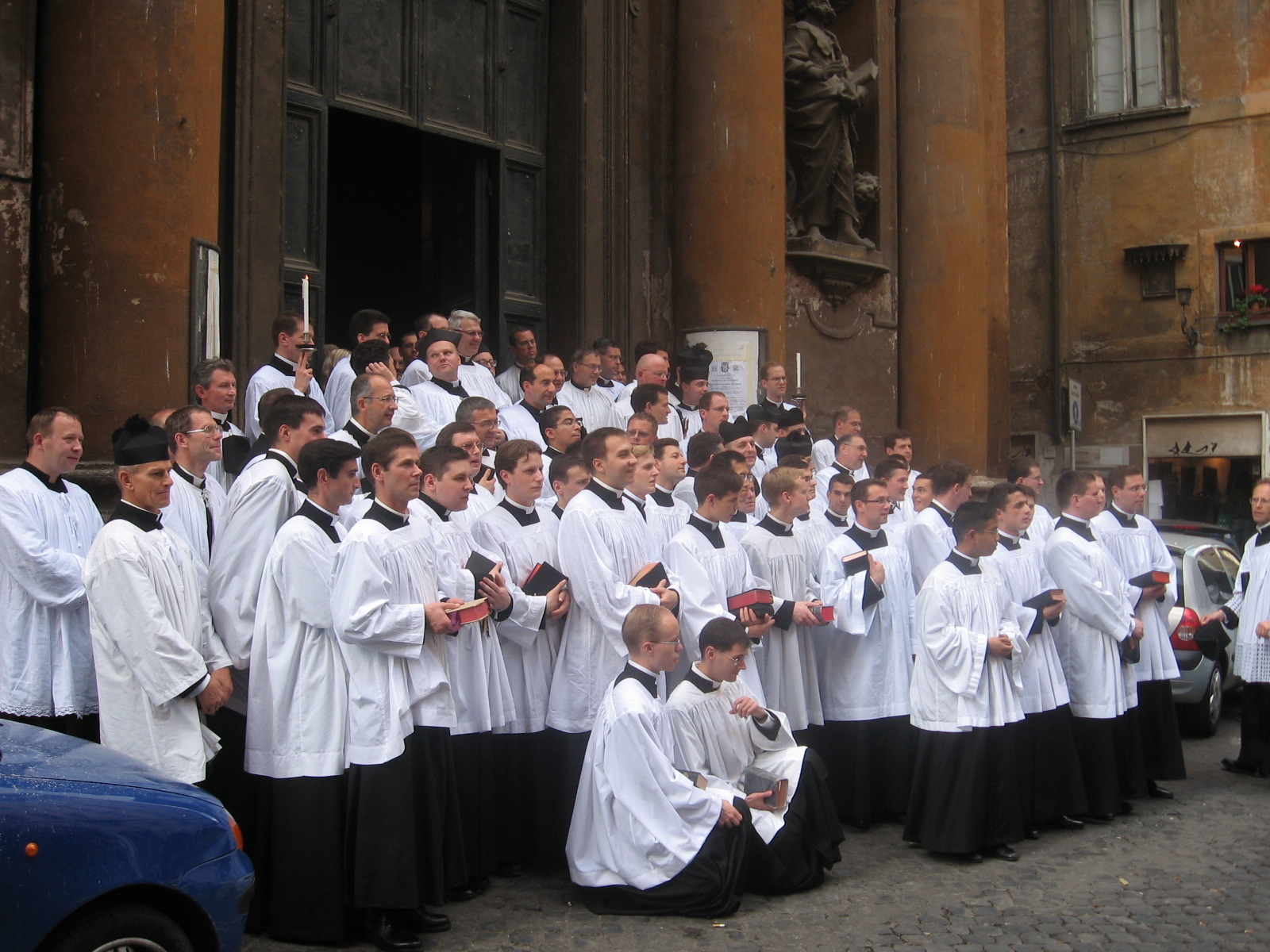
Sacerdoti della FSSP davanti alla chiesa della Santissima Trinità dei Pellegrini a Roma

Secondo il codice di diritto canonico, la FSSP è una "società clericale di vita apostolica di diritto pontificio". I suoi membri prestano le stesse promesse di carità e obbedienza dei sacerdoti diocesani e, in più, prestano un giuramento come membri della Fraternità. Sono sacerdoti che lavorano insieme per una comune missione nel mondo che ha due obiettivi: la formazione e santificazione dei preti per mezzo dell'esercizio pastorale, conformando in modo particolare la loro vita al Santissimo Sacrificio della messa con l'osservanza delle tradizioni liturgiche e disciplinari della forma extraordinaria del rito romano; l'assegnazione dei sacerdoti al servizio della Chiesa.
L'essere un'istituzione di diritto pontificio indica che essa è direttamente subordinata al papa, in principio tramite la pontificia commissione "Ecclesia Dei". Papa Francesco, il 19 gennaio 2019, con la lettera apostolica in forma di Motu proprio circa la pontificia commissione "Ecclesia Dei", ha soppresso la pontificia commissione "Ecclesia Dei" e ha disposto che i suoi compiti siano integralmente assegnati a una specifica Sezione (appositamente istituita) della Congregazione per la dottrina della fede. Il 16 luglio 2021, con il motu proprio Traditionis custodes, lo stesso pontefice ha trasferito la competenza sulla fraternità dalla Congregazione per la dottrina della fede alla Congregazione per gli istituti di vita consacrata e le società di vita apostolica.

## Carisma
La FSSP è composta da sacerdoti e seminaristi che intendono perseguire l'obiettivo della perfezione cristiana attraverso un carisma ben preciso. Essi, infatti, offrono la messa e amministrano i sacramenti secondo la forma extraordinaria del rito romano, in base al messale del 1962, riformato da papa Giovanni XXIII, l'ultimo edito prima della riforma liturgica seguita al  Concilio vaticano II. Ogni sacerdote della fraternità, seguendo questo carisma, celebra messe, amministra i sacramenti, catechizza, e organizza gruppi giovanili e pellegrinaggi.

## Fondazione

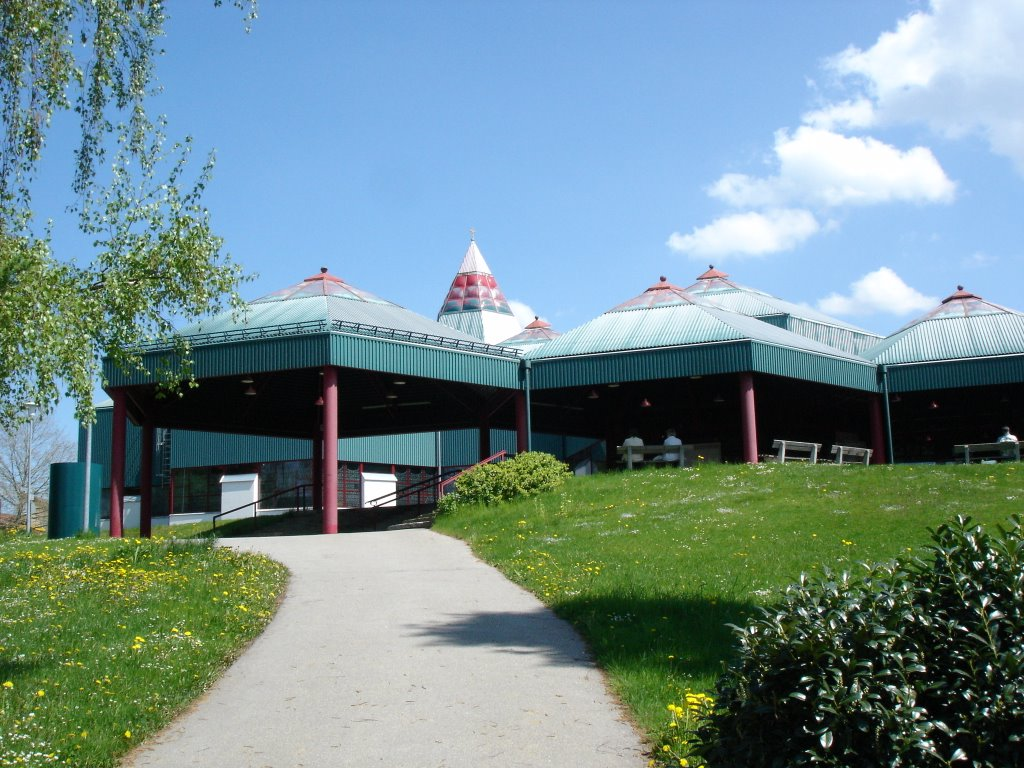
Santuario mariano a Wigratzbad

La fraternità è stata fondata su iniziativa di padre Josef Bisig, e con il beneplacito di papa Giovanni Paolo II, il 18 luglio 1988, nell'abbazia di Hauterive nei pressi di Friburgo in Svizzera, dall'unione di una dozzina di sacerdoti e una ventina di seminaristi; poco più tardi, su richiesta dell'allora cardinale Joseph Ratzinger, il vescovo di Augusta Josef Stimpfle concesse alla Fraternità una casa a Wigratzbad, un santuario della Beata Vergine Maria in Baviera, dove tutt'oggi ha sede il seminario europeo della fraternità.
I sacerdoti fondatori appartenevano alla Fraternità sacerdotale San Pio X fondata dall'arcivescovo Marcel Lefebvre, e quando quest'ultimo decise di ordinare quattro vescovi senza l'autorizzazione papale incorrendo nella scomunica latae sententiae e nello stato di scisma, decisero di allontanarsene per restare pienamente nell'ambito della Chiesa cattolica.
La nuova Fraternità venne inserita tra gli istituti religiosi sottoposti alla supervisione della pontificia commissione "Ecclesia Dei" creata da papa Giovanni Paolo II per il coordinamento delle associazioni di carattere tradizionale e l'organizzazione del culto nella forma extraordinaria del rito romano.

## Organizzazione

### Seminari

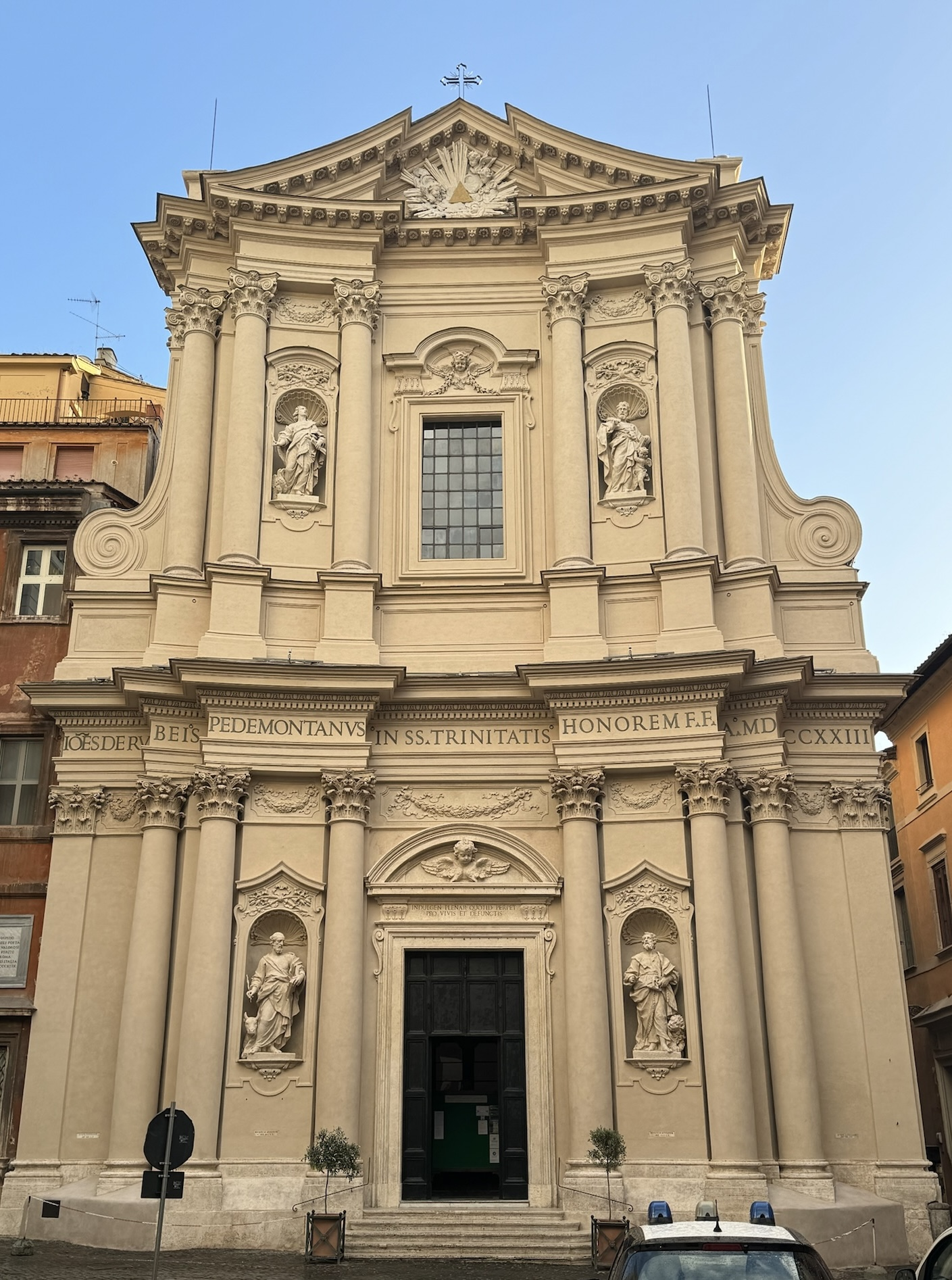
Parrocchia della Santissima Trinità dei Pellegrini

La Fraternità San Pietro opera attualmente in due case internazionali di formazione:
- Il Seminario internazionale originario di San Pietro a Wigratzbad-Opfenbach, in Baviera (diocesi di Augusta): fu creato nel 1988 per volontà del vescovo locale Josef Stimpfle. Inizialmente inserito negli edifici appartenenti al santuario della Vergine della Vittoria, dall'anno 2000 si è trasferito in nuovi edifici costruiti a motivo del numero sempre crescente di seminaristi[6]. Gli studenti sono suddivisi in due distinte sezioni linguistiche: quella francese e quella tedesca.
- Il seminario di Nostra Signora di Guadalupe, a Denton, in Nebraska (diocesi di Lincoln): fu edificato nel 1999 in uno stile dal sapore romanico. Vi si trasferirono gli studenti che fino ad allora avevano vissuto nel vecchio seminario di Elmhurst, nella contea di Lackawanna in Pennsylvania, creato nel 1994 su concessione del vescovo di Scranton[7]. I corsi sono tenuti in lingua inglese.

La Fraternità ha organizzato il suo corso di seminario in accordo con le linee guida della Chiesa sulla formazione dei sacerdoti, che include un anno di preparazione spirituale più intensa prima di entrare nei cicli di filosofia e teologia. Per favorire una vita bilanciata di preghiera, studio, vita di comunità e disciplina personale si incoraggia la maturità umana e l'acquisizione dello spirito del Vangelo insieme a Cristo. La vita spirituale delle Case è incentrata sul sacrificio della messa. Speciale attenzione è riservata alla fedele osservanza delle "tradizioni spirituali e liturgiche" in funzione delle disposizioni del motu proprio Ecclesia Dei adflicta del 2 luglio 1988 che è all'origine della fondazione della Fraternità. (Costituzione, art.8)

### Diffusione
La Fraternità sacerdotale San Pietro è strutturata in tre distretti (di Francia, germanofono e nord americano) e due regioni (del Belgio-Paesi Bassi e dell'Australia), a capo dei quali è un sacerdote col titolo di "superiore". Cappelle con clero appartenente alla fraternità sono presenti in 16 paesi: Australia, Austria, Belgio, Canada, Colombia, Francia, Germania, Italia, Messico, Nigeria, Nuova Zelanda, Paesi Bassi, Polonia, Regno Unito, Stati Uniti d'America e Svizzera. L'attuale superiore generale della FSSP, dal 9 luglio 2024, è padre John Berg.

### Statistiche
La FSSP, al 1º novembre 2023, contava 138 case e 569 membri (368 dei quali sacerdoti).

### Elenco dei superiori generali
- Josef Bisig (1988- 2000)
- Arnaud Devillers (2000-2006)
- John Berg (2006-2018)[9]
- Andrzej Komorowski (2018-2024)[11][12]
- John Berg (dal 2024)[13][9]

## La FSSP in Italia
Attualmente in Italia la Fraternità è presente a Roma, Venezia, Vicenza e in alcune città dell'Alto Adige.

### Roma
Per volontà di papa Benedetto XVI e del cardinale vicario Camillo Ruini, la domenica di Pasqua 23 marzo 2008 presso la chiesa della Santissima Trinità dei Pellegrini è stata eretta una parrocchia personale affidata alla Fraternità Sacerdotale San Pietro, per assicurare l’assistenza spirituale e liturgica ai fedeli della diocesi di Roma che intendono seguire la santa messa e i sacramenti secondo il rito tridentino.
Oltre la regolare e ordinaria assistenza spirituale, la parrocchia si è interessata negli anni a restaurare diverse opere d’arte della chiesa, ad aggiungere una terza campana sul campanile e ad elettrificare le preesistenti, a provvedere ai lavori di restauro della facciata esterna, a restaurare le suppellettili e arredi sacri antichi, a commissionarne di nuove in funzione delle varie azioni liturgiche dell’anno, a realizzare un presepe napoletano monumentale visibile nel periodo natalizio ambienatato nel Rione Regola e riproducente alcuni antichi mestieri del rione.
- Cronotassi dei parroci della Santissima Trinità dei Pellegrini in Roma dall’anno di erezione 2008:

1. Reverendo don Joseph Kramer, FSSP, (2008 - 2018)
2. Reverendo don Jean Cyrille Sow, FSSP, (2018 - 2020)
3. Reverendo don Brice Meissonnier, FSSP, (2020 - in corso)

### Venezia

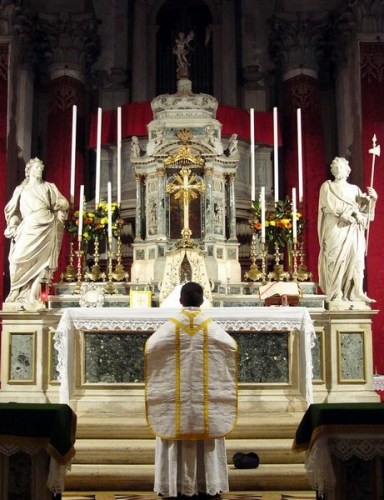
Messa bassa presso l'altare maggiore di San Simeon Piccolo a Venezia

Il patriarca di Venezia Angelo Scola nel 2006 ha affidato alla Fraternità sacerdotale San Pietro la chiesa di San Simeon Piccolo, di fronte la stazione ferroviaria, per i fedeli che nel patriarcato di Venezia intendono seguire la santa messa e i sacramenti secondo il rito tridentino.
Il 6 marzo 2010, in occasione della visita pastorale, il cardinale Angelo Scola, patriarca di Venezia, ha assistito pontificalmente alla messa nella forma tridentina.

### Vicenza
La FSSP ha celebrato per diverso tempo la messa tridentina ad Ancignano di Sandrigo. Dal 17 dicembre 2023, per volontà del vescovo Giuliano Brugnotto ed in conformità alle disposizioni della Santa Sede, la messa è celebrata nella chiesa di San Rocco a Vicenza, in uno dei quartieri del centro storico.

### Alto Adige
La fraternità è presente in Alto Adige fin dal 2015, quando il vescovo Ivo Muser incontrò i rappresentanti altoatesini della FSSP. Nel 2018 lo stesso vescovo accolse la proposta di estendere a tutte le domeniche la celebrazione della messa tridentina nella chiesa di Maria Ausiliatrice a Bressanone; attualmente, la messa domenicale a Bressanone è officiata nella chiesa del Sacro Cuore. La Fraternità è presente anche nelle città di San Candido, Picoleina e Silandro.